# Sergio Reguilón
Sergio Reguilón, właśc. Sergio Reguilón Rodríguez (ur. 16 grudnia 1996 w Madrycie) – hiszpański piłkarz, występujący na pozycji obrońcy w angielskim klubie Brentford, do którego jest wypożyczony z Tottenhamu Hotspur. 
W latach 2020–2021 występował w reprezentacji Hiszpanii. Wychowanek Realu Madryt.

## Kariera klubowa
W swojej seniorskiej karierze grał w takich klubach jak Real Madryt, Logroñés, Sevilla FC, Tottenham Hotspur, Atlético Madryt i Manchester United.
1 września 2023 roku został wypożyczony do Manchesteru United. W nowym klubie zadebiutował 16 września 2023 roku w przegranym 1:3 meczu przeciwko Brighton & Hove Albion, zostając zmienionym w 85 minucie spotkania przez Alejandro Garnacho. 4 stycznia 2024 roku podjęto decyzję o skróceniu wypożyczenia przez Manchester United.

## Statystyki

### Klubowe
(aktualne na 30 grudnia 2023)
| Klub                     | Sezon              | Liga               | Liga | Liga | Puchar kraju | Puchar kraju | Puchar ligi | Puchar ligi | Europa | Europa | Inne | Inne | Suma | Suma |
| Klub                     | Sezon              | Liga               | M    | B    | M            | B            | M           | B           | M      | B      | M    | B    | M    | B    |
| ------------------------ | ------------------ | ------------------ | ---- | ---- | ------------ | ------------ | ----------- | ----------- | ------ | ------ | ---- | ---- | ---- | ---- |
| Real Madryt Castilla     | 2015/16            | Segunda División B | 18   | 0    | –            | –            | –           | –           | –      | –      | –    | –    | 18   | 0    |
| Logroñés (wyp.)          | 2015/16            | Segunda División B | 9    | 0    | 3            | 0            | –           | –           | –      | –      | –    | –    | 12   | 0    |
| Logroñés (wyp.)          | 2016/17            | Segunda División B | 30   | 8    | 1            | 0            | –           | –           | –      | –      | –    | –    | 31   | 8    |
| Real Madryt Castilla     | 2017/18            | Segunda División B | 30   | 2    | –            | –            | –           | –           | –      | –      | –    | –    | 30   | 2    |
| Real Madryt              | 2018/19            | Primera División   | 14   | 0    | 4            | 0            | –           | –           | 4      | 0      | 0    | 0    | 22   | 0    |
| Sevilla FC (wyp.)        | 2019/20            | Primera División   | 31   | 2    | 2            | 0            | –           | –           | 5      | 1      | –    | –    | 38   | 3    |
| Tottenham Hotspur        | 2020/21            | Premier League     | 27   | 0    | 1            | 0            | 3           | 0           | 5      | 0      | –    | –    | 36   | 0    |
| Tottenham Hotspur        | 2021/22            | Premier League     | 25   | 2    | 2            | 0            | 2           | 0           | 2      | 0      | –    | –    | 31   | 2    |
| Atlético Madryt (wyp.)   | 2022/23            | Primera División   | 11   | 0    | 1            | 0            | –           | –           | 0      | 0      | –    | –    | 12   | 0    |
| Manchester United (wyp.) | 2023/24            | Premier League     | 9    | 0    | 0            | 0            | 1           | 0           | 2      | 0      | –    | –    | 12   | 0    |
| Tottenham Hotspur        | 2023/24            | Premier League     | 0    | 0    | 0            | 0            | –           | –           | –      | –      | –    | –    | 0    | 0    |
| Ogólnie w karierze       | Ogólnie w karierze | Ogólnie w karierze | 204  | 14   | 14           | 0            | 6           | 0           | 18     | 1      | 0    | 0    | 242  | 15   |

## Osiągnięcia
Real Madryt
- Klubowe mistrzostwo świata: 2018

Sevilla FC
- Liga Europy UEFA: 2019/20